# 1836年7月西班牙大選
1836年7月西班牙大選選出西班牙議會中眾議院的258席。

## 歷史
是次選舉乃根據1834年西班牙皇家法規下舉行。由於憲法制度尚未完善，全國1200萬人僅約6萬5千人可以投票。
眾議院展開選舉後第一個會議時，多個城市爆發起義，首相弗朗西斯科·哈維爾德·伊杜利嘗試控制情況。8月12日，作為議會開會地點的王宮圣伊尔德丰索宫的皇家守衛突然叛變，並要求恢復1812年西班牙憲法。攝影后在多方壓力下，被逼同意請求，解散眾議院，將伊杜利革職，提前舉行大選。

## 選區
是次選舉在48個選區和1個小選區舉行，並採用領先者當選制度。

## 結果
| 政黨 | 政黨         | 議席 |
| ---- | ------------ | ---- |
|      | 溫和黨       | 80   |
|      | 進步黨       | 56   |
|      | 其他及無黨籍 | 122  |
| 總共 | 總共         | 258  |